# Rebekah Cook
Rebekah Cook Talbot, més coneguda com a Rebekah Cook   (Newport, 3 d'agost de 1986) és una ex-pilot de trial anglesa. Al llarg de la seva carrera va guanyar un Campionat d'Europa (2012) i nou de britànics (2004-2009 i 2011-2013), a més d'haver integrat set vegades l'equip britànic guanyador del Trial de les Nacions femení (2006-2007, 2009, 2013-2016). El 2017 es va retirar del trial i canvià la motocicleta per la bicicleta de muntanya, dedicant-se des d'aleshores a competir a les Enduro World Series.
Al costat de Laia Sanz, Iris Krämer i Emma Bristow, Rebekah Cook (o Becky Cook, com se la coneix familiarment) ha estat una de les grans dominadores del trial femení internacional durant les dècades del 2000 i 2010. Pel fet d'haver coincidit amb elles, mai no va poder guanyar el títol de Campiona del món, però sí que aconseguí cinc vegades el subcampionat.

## Palmarès en trial
| Any          | Motocicleta  | C. del Món femení | C. d'Europa femení | TDN femení | C. britànic femení | Títols |
| ------------ | ------------ | ----------------- | ------------------ | ---------- | ------------------ | ------ |
| 2004         | Gas Gas      | 13a               | 9a                 | 5a         | 1a                 | 1      |
| 2005         | Gas Gas      | 6a                | 3a                 | 2a         | 1a                 | 1      |
| 2006         | Gas Gas      | 3a                | 4a                 | 1a         | 1a                 | 2      |
| 2007         | Gas Gas      | 3a                | 3a                 | 1a         | 1a                 | 2      |
| 2008         | Gas Gas      | 2a                | 3a                 | 3a         | 1a                 | 1      |
| 2009         | Sherco       | 2a                | 2a                 | 1a         | 1a                 | 2      |
| 2010         | Sherco       | 2a                | 3a                 | 2a         | 2a                 |        |
| 2011         | Sherco       | 3a                | 3a                 | 2a         | 1a                 | 1      |
| 2012         | Beta         | 4a                | 1a                 | 2a         | 1a                 | 2      |
| 2013         | Beta         | 3a                |                    | 1a         | 1a                 | 2      |
| 2014         | Beta         | 2a                |                    | 1a         | 2a                 | 1      |
| 2015         | JTG          | 2a                |                    | 1a         | 2a                 | 1      |
| 2016         | TRRS         | 3a                |                    | 1a         | 3a                 | 1      |
| Total títols | Total títols |                   | 1                  | 7          | 9                  | 17     |

Notes
1. ↑   La classificació consignada a TDN fa referència a la posició final obtinguda per l'equip estatal
2. ↑   Al total de títols s'hi compten tots els campionats estatals o internacionals guanyats, incloent-hi el TDN